# Gaurama
Gaurama is een gemeente in de Braziliaanse deelstaat Rio Grande do Sul. De gemeente telt 6.232 inwoners (schatting 2009).